# ジョゼ・ルイス・メンデス・アンドラーデ
ゼ・ルイス（Zé Luís）ことジョゼ・ルイス・メンデス・アンドラーデ（ポルトガル語: José Luís Mendes Andrade、1991年1月24日 - ）は、カーボベルデとポルトガルのサッカー選手。AVS所属。カーボベルデ代表。ポジションはFW。

## クラブ歴

### ジル・ヴィセンテ
フォゴ島に生まれ、2009年にジル・ヴィセンテFCで選手となった。2009年11月29日にリーガプロで選手初出場、その後同シーズンはも合計4試合しか出場が無かったが4得点を決めている。2010-11シーズンにパウロ・アルヴェスが監督に就任すると、10得点を記録、チームもプリメイラ・リーガに5年ぶりの復帰となった。

### ブラガ
2011年6月2日にSCブラガに5年契約で移籍。
2012年には古巣のジル・ヴィセンテに3ヶ月間の期限付き移籍、2013-14シーズンにはヴィデオトンFCに期限付き移籍、それ以外にもSCブラガBで出場するなど、トップチームにはなかなか定着できなかった。しかし、2015年4月7日にタッサ・デ・ポルトガルで自身初のハットトリックを決めると、エデルとポジションを争うようになった。

### スパルタク・モスクワ
2015年7月7日にロシア・プレミアリーグのFCスパルタク・モスクワに移籍。2016-17シーズンは5得点を記録し、クラブとしては22回目のタイトル獲得に貢献した。
2017年7月に2021年まで契約を延長。2018-19シーズンもリーグで10得点、その他で4得点と結果を残した。

### ポルト
2019年7月2日にスパルタク・モスクワはFCポルトへの移籍で合意したと発表、3日後に4年契約を締結した。2試合で3得点の鮮烈なデビューを果たした。

### ロコモティフ・モスクワ
2020年10月6日、FCロコモティフ・モスクワと3年契約を結んだことが発表された。しかし度々なる怪我に悩まされ、公式戦16試合1ゴールに留まった。

### アル・タアーウン
2022年2月8日、アル・タアーウンFCへ加入することが発表された。

## 代表歴
2010年5月24日のポルトガル代表との親善試合でカーボベルデ代表初出場。アフリカネイションズカップ2013のメンバーにも選出されたが、個人的な事情によって辞退した。
2014年9月6日のアフリカネイションズカップ2015予選のニジェール代表戦で代表初得点を記録。4日後のザンビア代表戦でも得点をあげて勝利に貢献、アフリカネイションズカップ2015にも出場が決まった。

## タイトル
ジル・ヴィセンテFC
- セグンダ・リーガ：2010-11[25]

SCブラガ
- タッサ・ダ・リーガ：2012-13[26]

FCスパルタク・モスクワ
- ロシアサッカー・プレミアリーグ：2016-17[27]
- ロシア・スーパーカップ：2017[28]

FCポルト
- プリメイラ・リーガ：2019-20[29]
- タッサ・デ・ポルトガル：2019-20[29]